# 陈伯忠烈士墓
陈伯忠烈士墓，位于中国广东省肇庆市四会市黄田镇江头村委虾公塘山，为陈伯忠的墓葬，占地面积100平方米，建于1982年，1993年重修。1926年，陈伯忠被杀，安葬于此。1986年12月20日，列入四会县文物保护单位。